# Sociedad Palentino-Leonesa de Minas
La Sociedad Palentino-Leonesa de Minas fue una compañía minero-siderúrgica española que instaló los primeros altos hornos con coque de España, en Sabero, en 1847, la llamada Ferrería de San Blas.

## Historia
Entre 1840 y 1842, el palentino Miguel Botías Iglesias formó la Sociedad Palentina de Minas y obtuvo la concesión de tres minas locales de carbón, con objeto de explotarlas para la fabricación de hierro dulce. Ante la falta de capital, en 1845 constituyó una sociedad anónima, la Palentina Leonesa de Minas, en la que participaron Santiago Alonso Cordero y Casiano del Prado.
Tras hacerse con cinco minas de carbón y dos de hierro, en 1846-7 construyeron en Sabero su primer alto horno, y en 1860 el segundo en la Ferrería de San Blas. Aunque las primeras fundiciones eran de mala calidad, para 1859 ya se había logrado obtener hierro forjado de primera.
Los problemas de transporte, que encarecían enormemente los costes, condujeron a la crisis y cierre de los hornos y las minas en 1862, incapaces de competir con las minas de Orbó y de Barruelo (Palencia), mejor situadas respecto al ferrocarril y explotadas por el Crédito Mobiliario Español, dependiente de los Hermanos Peréire y el Crédit Mobilier Français, que también controlaban los Caminos de Hierro del Norte de España, de modo que obtenían tarifas preferenciales para el transporte. A ello también se unieron sus buenos contactos con el gobierno, que obligó a la Palentina-Leonesa de Minas a pagar enormes multas y recargos por supuestas defraudaciones en la contribución industrial.
Su empresa heredera fue Hulleras de Sabero y Anexas.